# Левисон, Василий Андреевич
Василий Андреевич Левисон (1807—1869) — российский богослов, педагог, благотворитель и переводчик Библии на русский язык; профессор Санкт-Петербургской духовной академии и Императорской римско-католической академии.

## Биография
Происходил из немецких евреев; учился в Геттингенском и Вюрцбургском университетах. Получив образование сперва был резником (шойхетом) в Веймаре. Приняв православие (во многом благодаря влиянию протоиерея Стефана Сабинина), он с 1840 по 1860 год работал профессором еврейского языка в Санкт-Петербургской духовной академии и Императорской римско-католической академии столицы; среди его учеников был, в частности, В. Г. Помяловский.
Принимал участие вместе с профессором Д. А. Хвольсоном и протоиереем Г. П. Павским в составлении записки по поводу обвинения евреев в употреблении христианской крови ввиду возникшего тогда саратовского дела. Затем В. А. Левисон несколько лет состоял в Иерусалиме при русской миссии.
Значительную часть своих денег Левисон тратил на помощь евреям, обращающимся в христианство.
Помимо этого Левисон известен как переводчик: он перевел на еврейский язык литургию Святого Иоанна Златоуста и в 1867 году, по поручению Лондонского библейского общества, — с еврейского на русский Ветхий Завет.
Василий Андреевич Левисон умер в 1869 году.